# Orthobula
Orthobula és un gènere d'aranyes araneomorfes de la família dels traquèlids (Trachelidae). Fou descrit per primera vegada per Eugène Simon el 1897.
Les espècies d'aquest gènere es troben a Àsia i a Àfrica.

## Taxonomia
Segons el World Spider Catalog d'abril del 2016 hi ha les següents espècies reconegudes:
- Orthobula bilobata Deeleman-Reinhold, 2001 – Sumatra, Borneo, Illes Lesser Sunda
- Orthobula calceata Simon, 1897 – Sierra Leone
- Orthobula charitonovi (Mikhailov, 1986) – Mediterrani Oriental fins a Àsia central
- Orthobula crucifera Bösenberg & Strand, 1906 – Xina, Corea, Japó
- Orthobula impressa Simon, 1897 (espècie tipus) – Índia, Sri Lanka, Seychelles
- Orthobula infima Simon, 1896 – Sud-àfrica
- Orthobula milloti Caporiacco, 1949 – Kenya
- Orthobula pura Deeleman-Reinhold, 2001 – Cèlebes
- Orthobula qinghaiensis Hu, 2001 – Xina
- Orthobula quadrinotata Deeleman-Reinhold, 2001 – Cèlebes
- Orthobula radiata Simon, 1897 – Sud-àfrica
- Orthobula sicca Simon, 1903 – Madagascar
- Orthobula spiniformis Tso et al., 2005 – Taiwan
- Orthobula tibenensis Hu, 2001 – Xina
- Orthobula trinotata Simon, 1896 – Filipines
- Orthobula yaginumai Platnick, 1977 – Xina
- Orthobula zhangmuensis Hu & Li, 1987 – Xina